# Bernhard Christoph Breitkopf
Bernhard Christoph Breitkopf (Klansthal, 2 de març de 1695 - Leipzig, 26 de març de 1777) fou un editor i impressor alemany.
El 1718 s'establí a Leipzig, on casà amb la vídua de l'impressor Müller i emprengué el seu negoci tipogràfic. Començà la seva empresa editorial amb les obres de Gottsched que foren una meravella tipogràfica per la seva època (1726).
Després edità la Bíblia en grec i hebreu amb nombroses notes exegètiques. El 1740 era degà de l'associació de llibreters quan el tercer centenari de la impremta.